# پیت ریکتس
پیت ریکتس (انگلیسی: Pete Ricketts؛ زادهٔ ۱۹ اوت ۱۹۶۴) سیاست‌مدار اهل ایالات متحده آمریکا و فرماندار نبراسکا است. او در انتخابات فرمانداری نبراسکا در سال ۲۰۱۴ پیروز شد.